# Hania Rani
Hania Rani, nacida Hanna Raniszewska (Gdańsk, 5 de septiembre de 1990) es una  pianista, compositora y cantante polaca. Estudió música en la Escuela de Música Feliks Nowowiejski de Gdańsk y en la Universidad de Música Fryderyk Chopin de Varsovia.

## Carrera
Crea música experimental bajo el seudónimo artístico de Hania Rani. A dúo con Dobrawa Czocher, creó el proyecto de música clásica Ciechowski clásicamente (Ciechowski klasycznie) y en 2015 grabó el álbum titulado Biała Flag con arreglos clásicos de las canciones de Czocher. En 2017, fundó el dúo "Tęskno" con Joanna Longić. En noviembre de 2018, la banda lanzó el álbum Mi y ese mismo año recibió el Premio Artístico de la Ciudad de Toruń Grzegorz Ciechowski. Este mismo álbum fue nominado en los premios polacos Fryderyk en su edición de 2019, en la categoría Debut fonográfico del año.
En 2019, ganó el plebiscito de Sanki para las caras nuevas más interesantes de la música polaca organizado por Gazeta Wyborcza.
Fue el 5 de abril de 2019 cuando dio comienzo a su carrera en solitario lanzando su álbum debut bajo el título Esja.
En 2019, este primer trabajo fue galardonado con el premio Fryderyk en las siguientes categorías: Álbum alternativo del año, Nueva interpretación (con Mela Koteluk por la canción "Odledz (versión para piano)", Debut fonográfico del año y Compositor del año (ex aequo con el dúo de compositores Dawid Podsiadło y Olek Świerkot). También fue nominada en la categoría de Productor del año. En paralelo, el álbum Home, lanzado en 2020, se convirtió en el álbum del año en la encuesta del medio editorial Gazeta Wyborcza.
Ese mismo año trabajó componiendo la banda sonora de la película polaca titulada Jak najdalej stąd, la cual le valió la consecución de un premio individual en el 45.º Festival de Cine Polaco de Gdynia.
A partir del año 2020 su música comenzó a emplearse en largometrajes polacos, como Jak najdalej stąd (2020), Śniegu już nigdy nie będzie (2021), Inni ludzie (2021) e Śubuk (2022).
En su tercer álbum de estudio Music for Film and Theatre, publicado en 2021, se incluyen composiciones de la banda sonora de Jak najdalej stąd (Yo nunca lloro), la cual le valió un premio individual en el 45.º Festival de Largometrajes Polacos de Gdynia.
Colaborén con la poeta Krystyna Miłobędzka en su libro You from Me, publicado en 2022, acompañando con sus composiciones la lectura de los poemas de la autora grabado en el CD asociado al libro.
Con motivo de la commemoración del 80 aniversario del  levantamiento del gueto de Varsovia, el 18 de abril de 2023 se estrenó su composición Para Josima, en el Museo POLIN de Historia de los Judíos Polacos. Fue interpretada por la Orquesta Sinfónica de Varsovia, bajo la batuta de Anna Duczmal-Mróz. La pieza está inspirada en la música escrita e interpretada en el gueto de Varsovia por la pianista y compositora adolescente Josima Feldschuh.

## Influencias
Su estilo puede ser definido como de experimental, toda vez que bebe de influencias de la música tradicional polaca y de una fuerte presencia de la música islandesa, según ella misma afirma. Asimismo, compositores como Yann Tiersen, Agnes Obel, Nils Frahm u Ólafur Arnalds, entre otros, son algunos de los profesionales fuente de su inspiración.

## Discografía

### Álbumes
| Title                                                                                       | Album details                                                                                       | Máxima posición en listas | Máxima posición en listas | Certificados |
| Title                                                                                       | Album details                                                                                       | GER                       | UK                        | Certificados |
| ------------------------------------------------------------------------------------------- | --------------------------------------------------------------------------------------------------- | ------------------------- | ------------------------- | ------------ |
| Esja                                                                                        | - Publicadoː 5 de abril de 2019 - Sello: Gondwana Records - Formato: Digital download, CD, LP       | —                         | 65                        | - ZPAV: Gold |
| Home                                                                                        | - Publicado: 29 de mayo de 2020 - Sello: Gondwana Records - Formato: Digital download, CD, LP       | —                         | —                         |              |
| Music for Film and Theatre                                                                  | - Publicado: 18 de junio de 2021 - Sello: Gondwana Records - Formato: Digital download, CD, LP      | —                         | —                         |              |
| Inner Symphonies (with Dobrawa Czocher)                                                     | - Publicado: 15 de octubre de 2021 - Sello: Deutsche Grammophon - Formato: Digital download, CD, LP | 68                        | —                         |              |
| On Giacometti                                                                               | - Publicado: 17 de febrero de 2023 - Formato: Digital download, CD, LP                              | —                         | —                         |              |
| Ghosts                                                                                      | - Publicado: 6 de octubre de 2023 - Sello: Gondwana Records - Formato: Digital download, CD, LP     | 52                        | —                         |              |
| Nostalgia                                                                                   | - Publicado: 27 de septiembre de 2024 - Sello: Gondwana Records - Formato: Digital download, CD, LP | —                         | —                         |              |
| "—" indica una grabación que no se incluyó en las listas o no se publicó en ese territorio. | |                           |                           |              |

## Premios y reconocimientos
- 2019: Premio Fryderyk por Esja, en las categorías: Álbum alternativo del año, Nueva interpretación (con Mela Koteluk por la canción "Odledz (versión para piano)", Debut fonográfico del año y Compositor del año (ex aequo con dúo de compositores Dawid Podsiadło e Olek Świerkot).
- 2020: álbum del año por Home, en la encuesta de Gazeta Wyborcza.
- 2023: Premio Polityka's Passport en la categoría de «música popular».[18]
- 2024: Premio Fryderyk en dos categorías: Artista del Año y Productora del Año.[19]